# Nocelo da Pena
Nocelo da Pena (llamada oficialmente San Lourenzo de Nocelo da Pena) es una parroquia y un lugar del municipio español de Sarreaus, en la provincia de Orense, Galicia.

## Toponimia
La parroquia también es conocida por el nombre de San Lorenzo de Nocelo da Pena.

## Historia
Hacia mediados del siglo XIX, la parroquia, ya por entonces perteneciente a Sarreaus, tenía contabilizada una población de 560 habitantes. Aparece descrita en el duodécimo volumen del Diccionario geográfico-estadístico-histórico de España y sus posesiones de Ultramar de Pascual Madoz con las siguientes palabras:

NOCELO DA PENA (San Lorenzo): felig. en la prov. y dióc. de Orense (7 leg.), part. jud. de Ginzo de Limia (2), ayunt. de Sarreaus (1/2). sit. á la falda de un monte llamado Viso, en una llanura con buenas vistas hacia el SO. Combátenla principalmente los aires del N. y SE.; y el clima es propenso á hidropesías, pulmonías y afecciones reumáticas. Tiene 120 casas distribuidas en el l. de su nombre y barrio de Vilariño: hay un edificio bastante capaz y fuerte, el cual fué cárcel en tiempos antiguos; y una escuela de primeras letras frecuentada por 40 ó 50 niños, cuyo maestro percibe un ferrado de centeno por cada concurrente. La igl. parr. (San Lorenzo) se halla servida por un cura de entrada, y de patronato del conde de Monterey, duque de Alba. Confina el térm. N. Lodoselo; E. dicho monte de Viso; S. Escornabois, y O. Villaseca. El terreno participa de monte y llano, y es muy feráz; le bañan distintos arroyos, que bajan del espresado cerro y forman luego el r. Ginzo. Los caminos conducen al valle de Monterey, Portugal, Junquera, y á la prov. de Lugo: el correo se recibe de la cartería de Ginzo. prod. maiz, centeno, patatas, lino, heno, algun trigo, judías, verduras y nabos: se cria ganado vacuno, caballar, de cerda, y poco lanar: hay caza de liebres, conejos y perdices. ind. y comercio: la agricultura, telares de lienzos comunes, y cria de ganados; consistiendo las principales operaciones comerciales en la estraccion de jamones, lino y lana. pobl.. 100 vec., 560 alm. contr. con su ayunt. (V.).
(Madoz, 1849, p. 170)

## Organización territorial
La parroquia está formada por una entidad de población:
- Nocelo da Pena

## Demografía
Gráfica demográfica del lugar y parroquia de Nocelo da Pena según el INE español:
| Gráfica de evolución demográfica de Nocelo da Pena entre 2000 y 2023 |
|                                                                      |
| Datos según el nomenclátor publicado por el INE.                     |